# Wydział Informatyki, Elektroniki i Telekomunikacji Akademii Górniczo-Hutniczej w Krakowie
Wydział Informatyki, Elektroniki i Telekomunikacji (WIEiT) – jeden z 18 wydziałów Akademii Górniczo-Hutniczej im. St. Staszica w Krakowie, powstały w wyniku podziału Wydziału Elektrotechniki, Automatyki, Informatyki i Elektroniki w 2012 roku.

## Władze[1]
- Dziekan: prof. dr hab. inż. Sławomir Gruszczyński
- Prodziekan ds. Nauki: dr hab. inż. Robert Wójcik, prof. AGH
- Prodziekan ds. Ogólnych: prof. dr hab. inż. Artur Rydosz
- Prodziekan ds. Kształcenia dla kierunków: Teleinformatyka, Cyberbezpieczeństwo: dr inż. Michał Wągrowski
- Prodziekan ds. Kształcenia dla kierunków: Elektronika, Elektronika i Telekomunikacja, Electronics and Telecommunications: dr inż. Jacek Kołodziej
- Kolegium Wydziału

## Struktura organizacyjna
W skład Wydziału Informatyki, Elektroniki i Telekomunikacji wchodzą 2 instytuty:

### Instytut Elektroniki

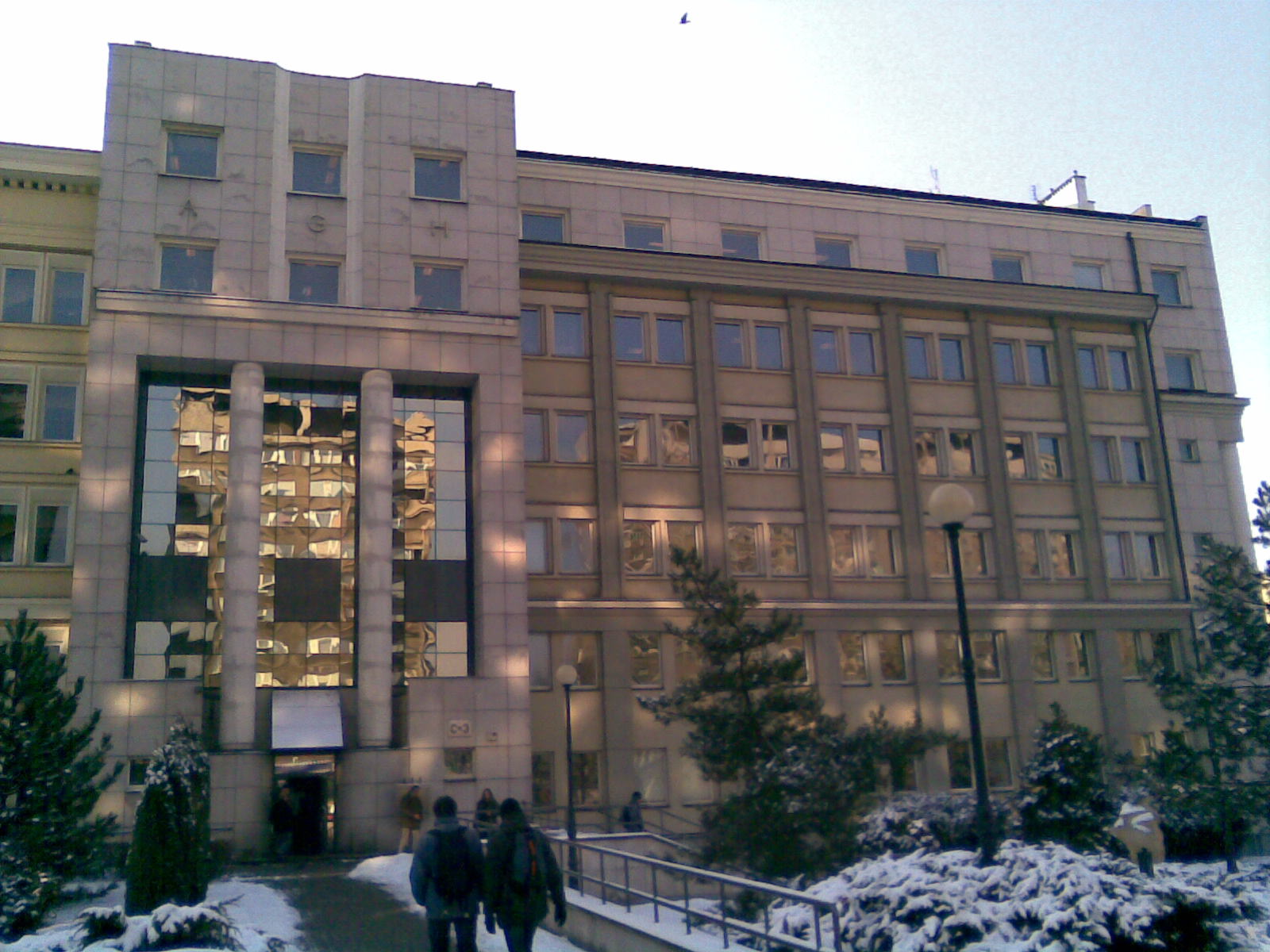
Budynek C-3, w którym znajduje się siedziba Instytutu Elektroniki

#### Władze
- Dyrektor Instytutu: prof. dr hab. inż. Krzysztof Wincza

#### Historia
Historia Instytutu Elektroniki AGH, sięga roku 1964, kiedy w ramach Instytutu Automatyki powołano Zakład Elektroniki pod kierownictwem dr. Zbigniewa Tadusa. 1 listopada 1973 roku Zakład wydzielił się jako nowy Instytut Elektroniki na Wydziale Elektrotechniki Górniczej i Hutniczej. Na początku Instytutem nadal kierował Zbigniew Tadus. Później Dyrektorem Instytutu został docent Zbigniew Wąsowicz (z rodziny rotmistrza Zbigniewa Dunin-Wąsowicza), a zastępcą, doktorant prof. Tadeusza Zagajewskiego, docent Leszek Turek. Rozważano wówczas również przeniesienie się prof. Tadeusza Zagajewskiego do Krakowa w celu objęcia dyrekcji instytutu. Drugim zastępcą (ds. technicznych) był Kazimierz Durak. W 1975 roku zmieniono nazwę wydziału na Wydział Elektrotechniki, Automatyki i Elektroniki. We wczesnych latach 80., po śmierci profesora Wąsowicza, instytutowi groziła likwidacja. Wówczas do kadry profesorskiej dołączył Kazimierz Korbel, który był wicedyrektorem Instytutu ds. nauki. Kolejnym dyrektorem Instytutu był profesor Stanisław Nowak.
Instytut Elektroniki został przekształcony od dnia 1 stycznia 1993 roku w Katedrę Elektroniki. Jej kierownikiem był dalej profesor Nowak, aż do roku 2002. W roku 1998 Katedra znalazła się na Wydziale Elektrotechniki, Automatyki, Informatyki i Elektroniki. Kolejnymi kierownikami byli prof. Lidia J. Maksymowicz (2002-2008), prof. Stanisław Kuta (2008-2012), a od 2012 Sławomir Gruszczyński. Od 3 września 2012 roku Katedra Elektroniki, wraz z Katedrą Informatyki i Katedrą Telekomunikacji, po podziale Wydziału EAIiE, tworzy nowy Wydział Informatyki, Elektroniki i Telekomunikacji. Od około 1998 roku wprowadzono stanowisko zastępcy kierownika katedry, którym do 2008 roku był nim Stanisław Kuta, a od 2008 – prof. Tomasz Stobiecki.
We władzach wydziałów działali pracownicy Instytutu, m.in.:
- Leszek Turek – prodziekan,
- prof. Lidia Maksymowicz – prodziekan w latach 1991-1996, a następnie dziekan (1996-2002),
- prof. Andrzej Kos – prodziekan ds. nauki,
- prof. Tadeusz Pisarkiewicz – prodziekan ds. studenckich, potem – druga kadencja ds. nauki,
- Witold Machowski – prodziekan ds. studenckich i współpracy z zagranicą w latach 1999-2005,
- Tadeusz Pisarkiewicz – dziekan,
- Katarzyna Zakrzewska – prodziekan ds. nauki[2].

#### Instytut obecnie
Zatrudnia 22 samodzielnych pracowników naukowych. Prowadzi badania w dziedzinie elektroniki, a także, fizyki, telekomunikacji i informatyki, specjalizując się w następujących tematach:
- mikrosystemy detekcyjne i struktury optoelektroniczne
- magnetyczne układy wielowarstwowe i elektronika spinowa
- cienkie warstwy półprzewodnikowe na bazie tlenków i azotków metali
- mikroelektronika, układy i systemy elektroniczne
- systemy mikroelektroniczne i nanoelektroniczne
- przetwarzanie sygnałów i języka naturalnego
- rekonfigurowalne systemy obliczeniowe
- optoelektronika, technika światłowodowa
- fotowoltaika i optoelektronika cienkowarstwowa
- technika mikrofalowa i elektronika wielkiej częstotliwości
- systemy wbudowane i widzenie komputerowe[3]

W ramach badań prowadzonych w zespole profesora Mariusza Ziółki, powstały m.in. system rozpoznawania mowy SARMATA oraz systemy identyfikacji mówcy Surikate i weryfikacji mówcy VoicePass. W tym samym zespole powstał także silnik audio do gier komputerowych.
W Instytucie trwają również prace nad diabetomatem – przyrządem, który na podstawie zawartości wydychanego powietrza określi, czy osoba ma cukrzycę. Opracowano także, opatentowany w USA, wielorezonansowy zasilacz z integralnym ogranicznikiem dobroci.
Instytut współpracuje z CERN-em oraz wieloma przedsiębiorstwami z branży IT, m.in.: Orange Polska, Delphi, Teyon, Pirios, Stanusch Technologies, VoiceFinder, Ksi.pl, Unicosoftware, VoiceLab. 9 pracowników Katedry było przeszkolonych na Stanford University w ramach ministerialnego programu TOP 500 Innovators: Sławomir Gruszczyński, Piotr Dziurdzia, Krzysztof Wincza, Artur Rydosz, Bartosz Ziółko, Jakub Gałka, Konrad Kowalczyk, Mariusz Mąsior, Łukasz Bogdan.

### Instytut Telekomunikacji

#### Władze
- Dyrektor Instytutu: dr hab. inż. Jerzy Domżał, prof. AGH

## Kierunki i specjalności

### Studia stacjonarne

#### Pierwszego stopnia[14]
- Cyberbezpieczeństwo
- Elektronika
- Elektronika i Telekomunikacja
- Elektronika i Telekomunikacja w języku angielskim
- Nowoczesne Technologie w Kryminalistyce
- Teleinformatyka

#### Drugiego stopnia
- Cyberbezpieczeństwo
- Elektronika i Telekomunikacja
- Electronics and Telecommunications
- Teleinformatyka

### Studia niestacjonarne

#### Pierwszego stopnia
- Elektronika i Telekomunikacja

## Działalność studencka

### Koła naukowe
- Koło Naukowe "Cipher"
- Koło Naukowe Elektroników
- Koło Naukowe "Telephoners"
- Koło Naukowe Przetwarzania Sygnałów "Spectrum"

## Pracownicy wydziału
- Andrzej Jajszczyk
- Andrzej Kos
- Andrzej Pach
- Tadeusz Pisarkiewicz
- Mariusz Ziółko — na emeryturze
- Bartosz Ziółko — zrezygnował z pracy